# Heptathela mangshan
Heptathela mangshan BAO, YIN & XU, 2003 è un ragno appartenente al genere Heptathela della Famiglia Liphistiidae.
Il nome del genere deriva dal greco ἐπτά, heptà, cioè 7, ad indicare il numero delle ghiandole delle filiere che possiedono questi ragni, e dal greco θηλή, thelè, che significa capezzolo, proprio ad indicare la forma che hanno le filiere stesse.
Il nome proprio deriva dal Monte Mang, luogo di ritrovamento, nella contea di Yizhang, appartenente alla provincia cinese di Hunan.

## Caratteristiche
Ragno primitivo appartenente al sottordine Mesothelae: non possiede ghiandole velenifere, ma i suoi cheliceri possono infliggere morsi piuttosto dolorosi
Questa specie è simile a Heptathela sinensis; è possibile distinguerla da quest'ultima per i seguenti caratteri: 
- il conductor della sinensis ha un solo dente, mentre quello della mangshan ne ha due grandi e uno piccolo.
- il contrategulum ha due denti separati alla base, mentre quello della sinensis non ne ha.
- le forme degli emboli sono differenti.[2]

### Maschio
L'esemplare maschio rinvenuto ha un bodylenght (lunghezza del corpo escluse le zampe) totale di 8,5 millimetri; il cefalotorace, poco più lungo che largo, è di 4,5 x 4,17 mm; l'opistosoma, alquanto più lungo che largo, misura 4 mm x 2,5 mm. Il cefalotorace è di colore giallo, piuttosto gonfio; il margine posteriore è troncato, quello laterale è più scuro. Ha otto occhi compatti, i due anteriori mediani sono molto piccoli; la parte sternale è di colore olivastra. I cheliceri sono di colore marrone e al margine anteriore delle zanne hanno 10 denti, dei quali il 7°, il 9° e il 10° davvero piccoli. L'opistosoma ha la forma di un ovale allungato, ed è di colore bruno-giallognolo. Le filiere sono di colore giallo: quelle anteriori laterali sono robuste e segmentate, quelle posteriori laterali sono segmentate, lunghe e più piccole delle anteriori laterali; infine le filiere mediane anteriori sono piccole e non segmentate

## Distribuzione
L'olotipo è stato rinvenuto sul monte Mang nella provincia cinese di Hunan, alle coordinate approssimative di 25°24' N, 112°54' E.